# Bądkowo (voivodato de Mazovia)
Bądkowo es un pueblo de Polonia situado en Mazovia. Según el censo de 2011, tiene una población de 372 habitantes.
Está ubicado en el municipio (gmina) de Sońsk, perteneciente al distrito (powiat) de Ciechanów.
Se encuentra aproximadamente a 7 km al suroeste de Sońsk, a 13 km al sur de Ciechanów y a 65 km al noroeste de Varsovia.
Entre 1975 y 1998 perteneció al voivodato de Ciechanów.